# Eyvindur P. Eiríksson
Eyvindur Pétur Eiríksson (Hnífsdalur, 13 dicembre 1935 – 2010) è stato uno scrittore islandese.

## Biografia
La sua città natale, Hnífsdalur (letteralmente "valle del coltello", per via della sua strettezza) si trova nella regione di Vestfirðir il cui capoluogo è la famosa Ísafjörður.
Eyvindur P. Eiríksson dopo il diploma alla Menntaskólinn di Akureyri nel 1955 si laureò all'università d'Islanda nel 1964 in inglese e danese. Nel 1977 si laureò ancora in grammatica. Fu insegnante per molti anni, sia in Islanda che in Scandinavia. Scrivere divenne però la sua principale attività nel 1987.
Il suo primo libro di poesie uscì nel 1974 e il suo primo romanzo nel 1988. Ha lavorato anche alla radio, alla televisione e come giornalista. Nel 1997 vinse il Halldór Laxness premio di letteratura per La terra dietro l'eternità.
Nel 2003 partecipò ad un festival di poesia a Genova.
Fu padre di quattro figli. Due di essi sono i pionieri del rap in Islanda: Eyjólfur in arte Sesar-A e Erpur in arte Blazroka